# ГЕС Орловац
ГЕС Орловац – гідроелектростанція на заході Хорватії, в Далмації.
Працює на ресурсах карстової долини Ліванско поле, розташованої у прикордонному з Хорватією районі Боснії і Герцеговини. Безпосередній забір води для роботи ГЕС відбувається із водосховища Липське озеро об’ємом 1,6 млн м3. Воно пов’язане як з річками північної частини долини, так і з розташованим південніше великим водосховищем Бушко Блато. Створене у 1974 році, останнє має площу поверхні 55,8 км2 та об’єм 782 млн м3. У випадку коли приток води з річок перевищує потреби ГЕС Орловац, надлишковий ресурс закачується до Бушко Блато за допомогою насосної станції потужністю 10,5 МВт.
Від Липського озера прокладено дериваційний тунель довжиною 12 км та діаметром 5,5 метри. Він проходить під хребтом, що відділяє Ліванско поле від долини Цетини, де розташований машинний зал. Така схема забезпечує наіпр у 380 метрів. Відпрацьована вода через річку Руда потрапляє у Цетину між ГЕС Перуча та ГЕС Далє.
Основне обладнання станції становлять три турбіни типу Френсіс загальною потужністю 237 МВт. На початку 2010-х років виробництво електроенергії на ГЕС Орловац коливалось від 127 до 514 млн кВт-год.